# Jirka Arndt
Jirka Arndt (* 1. August 1973 in Wolgast, DDR; † 19. Februar 2024 in Potsdam) war ein deutscher Leichtathlet, der im Langstreckenlauf aktiv war. Nachdem er 1987 im Jugendalter aus seiner Geburtsstadt an die Kinder- und Jugendsportschule in Potsdam gegangen und in den 1990er Jahren für den SC Charlottenburg (SCC) gestartet war, wechselte er 2003 zum SC Potsdam.

## Sportliche Erfolge
Jirka Arndt belegte bei den Deutschen Meisterschaften 1998 im 5000- und im 10.000-Meter-Lauf jeweils den dritten Platz, zwei Jahre später wurde er über 5000 Meter Vizemeister. Da die International Association of Athletics Federations jedoch dem Sieger Dieter Baumann aufgrund von Doping den Titel rückwirkend aberkannte und der Deutsche Leichtathletik-Verband diese Entscheidung akzeptierte, wird Jirka Arndt in den Sportstatistiken als Deutscher Meister des Jahres 2000 geführt. In der Halle errang er bei den Deutschen Meisterschaften in den Jahren 1996 und 1998 jeweils den dritten und 1999 den zweiten Rang im 3000-Meter-Lauf. 2002 gewann er in seinem letzten Jahr beim SCC Berlin die deutsche Meisterschaft im Marathonlauf in der Mannschaftswertung.
Bei den Junioreneuropameisterschaften 1991 erreichte er über 5000 Meter den sechsten Platz. In der gleichen Disziplin wurde er Achter und damit zweitbester Läufer aus Europa bei den Olympischen Sommerspielen 2000 in Sydney. Drei Jahre später war er mit einem 23. Platz bester deutscher Läufer beim Berlin-Marathon.

## Bestzeiten
- 1500-Meter-Lauf: 3:44,06 min (1999)
- 3000-Meter-Lauf: 7:51,95 min (2000)
- 5000-Meter-Lauf: 13:21,47 min (2000)
- 10.000-Meter-Lauf: 28:22,17 min (2000)
- Marathon: 2:16:28 h (2003)